# 若き日の北條早雲
『若き日の北條早雲』（わかきひのほうじょうそううん）は、テレビ朝日系列のゴールデン劇場（毎週木曜日21:00 - 21:54）の枠で、1980年（昭和55年）5月8日から同年9月18日まで放送された時代劇ドラマ。全20話。

## 概要
応仁の乱直後の、伊勢新九郎を名乗っていた若き頃の北条早雲を中心に描いた作品。原作は早乙女貢の小説『北條早雲』。
新九郎は足利義視に仕えて応仁の乱を共に戦ったが敗れ、伊勢国に落ち延びて来る。その後、新九郎は義視が土地の豪族・宇部兼友と馴れ合って汚れた資金作りなど謀略をしている悪徳ぶりを知り、義視と袂を分かち浪人となる。そして、後に妻となる巫女の小笛、2人の浪人の荒木兵庫、山中才四郎と助ける形で出会い、この小笛と御由緒六家と言われるようになる荒木、山中と在竹兵衛、荒川又次郎らとの奇縁などを描く。
ゴールデン劇場枠の時代劇作品は、「ナショナルゴールデン劇場」だった1970年放送の『北條政子』以来10年ぶりであった。10年ぶりの時代劇作品になったことについて制作局は「この枠は視聴率が不安定なので、ここでブームである時代劇を採り上げたい」と話している。

## キャスト
- 伊勢新九郎（北条早雲）：北大路欣也
- 荒木兵庫：藤岡琢也
- 山中才四郎：柴俊夫
- 在竹兵衛：地井武男
- 夢子：あべ静江
- 小笛：叶和貴子
- 風魔の弥造：中村翫右衛門
- 風魔の弥市：京本政樹
- 荒川又次郎：大門正明
- 阿栗：早乙女愛
- 東雲之助：江波杏子
- お丹：松尾嘉代 - 交金貸し
- 今川範満：中山仁
- 足利茶々丸：志垣太郎
- 土呂亀三郎：ハナ肇
- 太田道灌：芦田伸介
- 足利義視：仲谷昇
- 宇部兼友：川合伸旺
- 竜王丸：工藤秀和
- 今川氏親：吉田友紀
- 上杉定正：伊藤正次
- 横川介右衛門：戸浦六宏
- 伊助：森田健作
- 今川春忠：江原真二郎
- 今川左馬之介：森山周一郎
- 足利政知：内藤武敏
- 黒丸：青柳武志
- 黒兵衛：垂水悟郎 - 黒丸の父
- 伊豆千代丸：木内さとし
- 伊都女：梶芽衣子
- 佐野：伊武雅之
- 世津：三沢あけみ
- 小蝶：大原美佳子
- 久太夫：纓片達雄 - 小蝶の父
- 一郎太：浜田晃
- 二郎太：中島久之
- 源次：寺田農 - 弥市のいとこ、弥造の孫
- ナレーション：東野英治郎

## スタッフ
- 企画：逸見稔
- 原作：早乙女貢『北條早雲』
- 脚本：柴英三郎、向田邦子、田上雄
- 演出：大村哲夫、高戸晨一
- 音楽：山本直純
- 制作：東映、テレビ朝日

## 放映リスト
| 各話   | 放送日        | サブタイトル         | 脚本     | 演出              |
| ------ | ------------- | -------------------- | -------- | ----------------- |
| 第1話  | 1980年5月8日  | （サブタイトル無し） | 柴英三郎 | 大村哲夫          |
| 第2話  | 1980年5月15日 | 燃え上がる陰謀       | 柴英三郎 | 大村哲夫          |
| 第3話  | 1980年5月22日 | 愛と欲望の嵐         | 柴英三郎 | 大村哲夫          |
| 第4話  | 1980年5月29日 | 炎につつまれる館     | 柴英三郎 | 大村哲夫          |
| 第5話  | 1980年6月5日  | 乱世に賭ける砦       | 柴英三郎 | 大村哲夫          |
| 第6話  | 1980年6月12日 | 男の夢・女の夢       | 柴英三郎 | 大村哲夫          |
| 第7話  | 1980年6月19日 | 郷愁と毒薬           | 柴英三郎 | 大村哲夫          |
| 第8話  | 1980年6月26日 | 青春は急ぎ足         | 向田邦子 | 大村哲夫          |
| 第9話  | 1980年7月3日  | 風魔反乱す           | 田上雄   | 大村哲夫          |
| 第10話 | 1980年7月10日 | 悲しき狼たち         | 田上雄   | 大村哲夫          |
| 第11話 | 1980年7月17日 | 決戦の時きたる       | 柴英三郎 | 大村哲夫          |
| 第12話 | 1980年7月24日 | 野に放たれた虎       | 柴英三郎 | 大村哲夫 高戸晨一 |
| 第13話 | 1980年7月31日 | 密室にて             | 柴英三郎 | 大村哲夫 高戸晨一 |
| 第14話 | 1980年8月7日  | 辞世は"あなた"       | 向田邦子 | 大村哲夫 高戸晨一 |
| 第15話 | 1980年8月14日 | 大いなる脱走         | 田上雄   | 大村哲夫 高戸晨一 |
| 第16話 | 1980年8月21日 | 栄光ある持参金       | 柴英三郎 | 大村哲夫 高戸晨一 |
| 第17話 | 1980年8月28日 | 怨念の矢             | 田上雄   | 大村哲夫 高戸晨一 |
| 第18話 | 1980年9月4日  | 戦国細菌戦争         | 田上雄   | 大村哲夫 高戸晨一 |
| 第19話 | 1980年9月11日 | 城を捨てる           | 柴英三郎 | 大村哲夫 高戸晨一 |
| 第20話 | 1980年9月18日 | 勝利の女神           | 柴英三郎 | 大村哲夫 高戸晨一 |